# Главатарци
Главатарци е село в южна България, разположено в община Кърджали, област Кърджали. То е единственото село в общината, където мнозинство от населението са етнически българи.

## География
Селото е разположено на брега на язовир Кърджали в Източните Родопи. Отстои на 7 км северозападно от гр. Кърджали, на 42 км североизточно от гр. Ардино, на 94 км в същата посока от гр. Смолян, на 81 км югоизточно от гр. Асеновград и на 50 км югозападно от гр. Хасково. То се намира в планински район. Територията му се разпростира върху хълм, вдаден между два ръкава на язовир Кърджали.
В близост е разположен първокласният път Хасково – Кърджали.
Селото се намина на около 300 метра надморска височина. То попада в преходно-средиземноморската климатична зона. Лятото е слънчево и горещо със средна температура около 24 С. Зимата е сравнително мека с температура около 0 С.

## Население
Численост на населението според преброяванията през годините:
| \| Година на преброяване \| Численост \| \| --------------------- \| --------- \| \| 1934 \| 240 \| \| 1946 \| 248 \| \| 1956 \| 298 \| \| 1965 \| 107 \| \| 1975 \| 90 \| \| 1985 \| 55 \| \| 1992 \| 6 \| \| 2001 \| 5 \| \| 2011 \| 11 \| |           |
| Година на преброяване | Численост |
| 1934 | 240       |
| 1946 | 248       |
| 1956 | 298       |
| 1965 | 107       |
| 1975 | 90        |
| 1985 | 55        |
| 1992 | 6         |
| 2001 | 5         |
| 2011 | 11        |

### Етнически състав
Преброяване на населението през 2011 г.
Численост и дял на етническите групи според преброяването на населението през 2011 г.:
|                     | Численост | Дял (в %) |
| Общо                | 11        | 100,00    |
| Българи             | 11        | 100,00    |
| Турци               | 0         | 0,00      |
| Цигани              | 0         | 0,00      |
| Други               | 0         | 0,00      |
| Не се самоопределят | 0         | 0,00      |
| Неотговорили        | 0         | 0,00      |

## Туризъм
Има построени множество къщи за гости и хотели. Непосредствената близост на язовира благоприятства развитието на туризма. В селото се намират хотелите „Трифон Зарезан“ и „Главатарски хан“, като позволяват използването на тяхната база (ресторант, басейн, бар и т.н.), както и къщите за гости в комплекс „Болярка“.
- Къща за гости в комплекс „Болярка“ през 2010 г.
- Изглед към язовир Кърджали през 2008 г.